# Louriñán (manzana)
Louriñán es el nombre de una variedad cultivar de manzano (Malus domestica). Esta manzana es originaria de Galicia, está cultivada en la colección de árboles frutales y banco de germoplasma de Mabegondo con el Nº 250; ejemplares procedentes de esquejes localizados en San Tomé de Insua, parroquia del municipio de Vila de Cruces (Pontevedra).

## Sinónimos
- "Manzana Louriñán",[4][5]
- "Maceira Louriñán".

## Características
El manzano de la variedad 'Louriñán' tiene un vigor vigoroso. Tamaño grande y porte erguido.
Época de inicio de brotación a partir del 13 de abril y de floración a partir del 20 de mayo.
Las hojas tienen una longitud del limbo de tamaño largo, con la máxima anchura del limbo es ancha. Longitud de las estípulas es larga y la máxima anchura de las estípulas es ancha. Denticulación del borde del limbo es biondulado, con la forma del ápice del limbo acuminado y la forma de la base del limbo es cordiforme. Con subestípulas ausentes.
Sus flores tienen una longitud de los pétalos media, con una anchura de los pétalos media, disposición de los pétalos libres
entre sí, con una longitud del pedúnculo larga.
La variedad de manzana 'Louriñán' tiene un fruto de tamaño medio, de forma plana-globosa, de color bicolor, con chapa a rayas, e intensidad media. Epidermis de textura desigual, con pruina en su superficie y con presencia de cera media. Sensibilidad al "russeting" (pardeamiento áspero superficial que presentan algunas variedades) muy poco sensible. Con lenticelas de tamaño pequeño.
Los sépalos están dispuestos de forma replegados, y libres en su base; su fosa calicina es muy profunda y de una anchura ancha. Pedúnculo de grosor medio y de longitud medio, siendo la cavidad peduncular de una profundidad media y de anchura ancha. Con pulpa de color blanca, cuya firmeza es intermedia y su textura es intermedia; su jugosidad es intermedia, con sabor de acidez débil, y poco aromática.
Época de maduración y recolección a partir del 15 de octubre. 'Louriñán' es una manzana que su destino es la conservación de esta variedad en el banco de germoplasma de Mabegondo como reserva genética.

## Susceptibilidades
- Oidio: ataque débil
- Moteado: ataque débil
- Raíces aéreas: ataque medio
- Momificado: no presenta
- Pulgón lanígero: ataque medio
- Pulgón verde: ataque medio
- Araña roja: no presenta
- Chancro del manzano: no presenta.[3]